# Archephia
Archephia är ett släkte av fjärilar. Archephia ingår i familjen nattflyn.
Kladogram enligt Catalogue of Life:
| Archephia | \| \| Archephia basilinea \| \| \| \| \| \| Archephia olivacea \| \| \| \| |
|           | \| \| Archephia basilinea \| \| \| \| \| \| Archephia olivacea \| \| \| \| |
|           | Archephia basilinea                                                        |
|           |                                                                            |
|           | Archephia olivacea                                                         |
|           |                                                                            |